# Трентино-Јужни Тирол
Трентино-Јужни Тирол или Трентино-Алто Адиђе (итал. Trentino-Alto Adige) је једна од 20 регија Италије и једна од 5 аутономних области са специјалним статусом (висок степен аутономије). Главни град покрајине је град Тренто, а други по величини и значају Болцано. Службени језици покрајине су: италијански и немачки, те локални језици: ладински и цимбришки.
Покрајина Трентино-Јужни Тирол спада у саобраћајно важне области Европе, где се Апенинско полуострво везује за средњу Европу. Ту су и веома јасно изражени и утицаји са Севера (немачка мањина, историја, алпски предео), који овом делу Италије дају низ посебности.

## Положај
Трентино-Јужни Тирол је крајње северна покрајина Италије, гранична ка Швајцарској на западу и ка Аустрији на северу. На југозападу се налази италијанска покрајина Ломбардија, а јужно и источно покрајина Венето.
Као што постоји у називу покрајина се састоји из две историјске области, данас успостављене као окрузи унутар дате провинције:
- Трентино, јужна област у предалпском делу (Доломити) и насељена углавном италијанским становништвом;
- Јужни Тирол, северна област у области високих Алпа и традиционално насељена немачким и Ладинским становништвом;

## Природне одлике
Површина покрајине је 13.607 km² и по овоме је Трентино-Јужни Тирол једна од мањих италијанских покрајина.

### Рељеф
Трентино-Јужни Тирол је у потпуности алпска област. У северној половини пружају се високи Алпи са уским долинама и тешко проходним превојима. На крајње северу покрајине налази се познати превој Бренер. Јужна половина је такође планинска, али са нижим планинама (тзв. Предалпи или Доломити). Долине су шире и боље насељене.

### Клима
Клима у покрајини Трентино-Јужни Тирол је континентална клима. Ово важи за долинске крајеве. У вишим пределима влада оштрија планинска клима.

### Воде
Главна река у покрајини Трентино-Јужни Тирол је река Адиђе, која овде тече горњим и средњим делом тока. У њу се улива друга по важности река у покрајини, Изарко. На крајњем југу покрајина излази на језеро Гарда, тј. на његову северну обалу.

### Биљни и животињски свет
Покрајина Трентино-Јужни Тирол је веома пошумљена (више од 50%), знатно више од државног просека. Долински крајеви су обрађени.

## Управна подела
Трентино-Јужни Тирол је подељена на 2 округа, одн. провинције са истоименим градовима као управним средиштима:
- Болцано
- Тренто

## Историја
- За историју пре 20. века погледати чланак Тирол

На почетку 20. века данашња област Трентино-Јужни Тирол била је део Аустроугарске, у оквиру крунске покрајине Тирол. У Првом светском рату десиле су се овде веома важне промене. Тада је јужни део данашње покрајине био поприште исцрпљујућих борби између војски Италије и Аустроугарске. После рата, Споразумом у Сен Жермену из 1919. г. јужни део крунске покрајине Тирол је придодан Италији. Са овим је било сагласно становништво јужне половине области, насељене Италијанима, али је северна половина, махом насељена Немцима, била против овога. У току фашистичке владавине (1922-43.) јужни Тирол, тада назван као покрајина Венеција-Тридентина, био је предмет насилне италијанизације. По договору између Хитлера и Мусолинија целокупно немачко становништво требало је бити расељено на „новоприсједињена“ подручја Трећег рајха. Међутим, пропаст и једне и друге стране на крају Другог светског рата омела је овај план.
Првим италијанским послератним уставом била је предвиђена аутономија за тада именовану покрајину Трентино-Алто Адиђе, али је спровођење овога било слабо и стално одлагано. Ово питање је заоштрило односе између Италије и Аустрије до мере да је било изнесено пред Уједињене нације 1960. г. У покрајини се међу месним Немцима јавио јак сецесионистички покрет, који је активан и данас. У међувремену је аутономија покрајине заживела, што је довело до наглог развоја покрајине. Данас се покрајина Трентино-Јужни Тирол сматра италијанском покрајином са највишим квалитетом живота.

## Становништво
Данас Трентино-Јужни Тирол има преко милион становника. Последњих стотинак година број становника се повећао за 1,5 пута, при чему се ово односи нарочито на последње деценије, када је покрајина забележила брз развој. Последњих деценија значајно се увећао и број страног становништва на привременом раду у покрајини (данас 7% укупног).
Густина насељености је око 75 ст./км², што је знатно мање од државног просека (200 ст./км²). Међутим, долински део покрајине је веома густо насељен, док су простране висине готово празне и нетакнуте.
Етничка слика покрајине је значајно другачија него у случају других италијанских покрајина. Тако у покрајини доминирају Италијани са 60%, али су веома значајно и Немци (35%). Мали удео, мада су аутохтоно становништво, чине Ладини (5%). Немачка национална мањина посебно је бројна у округу Болцано, где чини 70% окружног становништва.

### Службени језици
Службени језици покрајине су: италијански (60%) и немачки (35%), односно локални језици: ладински (5%) и цимбришки немачки.

## Галерија
- Град Тренто
- Град Болцано
- Град Мерано
- Превој Бренер